# Ribeller

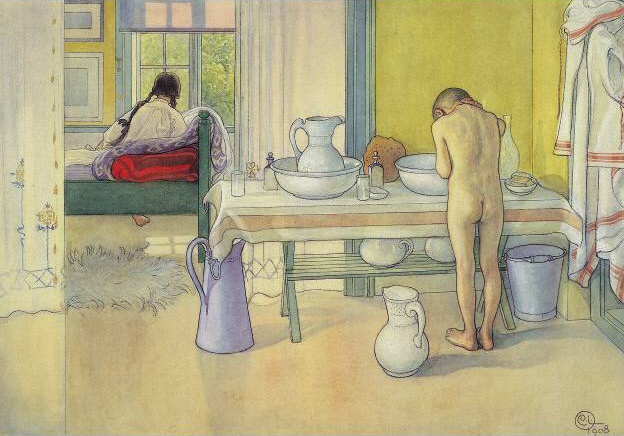
Ribeller de principis del s.XX

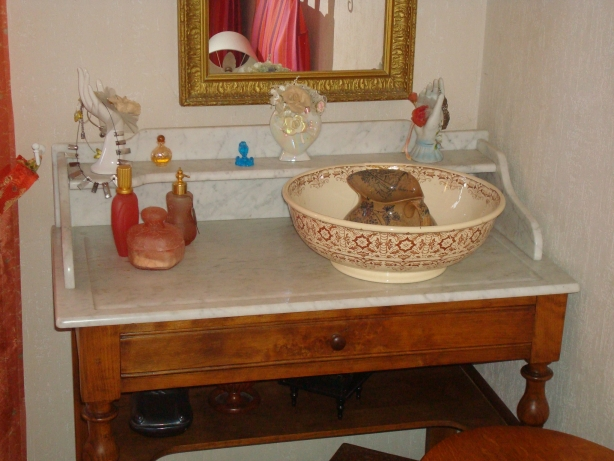
Ribeller de finals del S.XIX

Un ribeller, trespeus, o també peu o suport de ribella, és un moble que consisteix en una petita taula o armari, generalment recolzada en tres o quatre potes, feta de caoba, noguera o palissandre, que serveix de suport per una palangana i una gerra d'aigua. Les varietats més petites s'utilitzaven per fer ablucions d'aigua de roses. Els més grans, que posseïen receptacles per a saboneres, eren els predecessors del modern lavabo d'una sala de bany actual. Ambdues varietats, sovint de forma molt elegant, van ser utilitzades extensament durant gran part del segle xviii fins a la fi del segle xix, i van desaparèixer amb l'arribada de la fontaneria interior moderna.
Alguns tipus tenien un cèrcol superior al qual s'encaixava el recipient, sovint amb dues nanses laterals per posar-hi la sabonera o penjar la tovallola. Entre les potes, a uns vint centímetres del sòl hi havia una plataforma sobre la qual s'hi posava el gibrell. Els de tipus colonial solien adoptar la forma d'un moble de fusta.

## Antiga Grècia
Filó de Bizanci, un enginyer i escriptor grec sobre mecànica, en la seva obra Pneumàtica, (capítol 31), descriu un mecanisme d'escapament, el més antic conegut, com a part d'un ribeller: Un dipòsit subministrava aigua a una cullera amb un contrapès, en el procés quan s'equilibrava, bolcava tota l'aigua dins d'una ribella de pedra tosca. Un cop buidada la cullera, el contrapès la tornava a pujar cap amunt, mitjançant una molla en tensió, tancant la porta de pedra tosca. Curiosament, el comentari de Filó quan diu que «la seva construcció era similar a la dels rellotges» indica que aquests mecanismes d'escapament ja estaven integrats en els antics rellotges d'aigua.

## Seglexviii

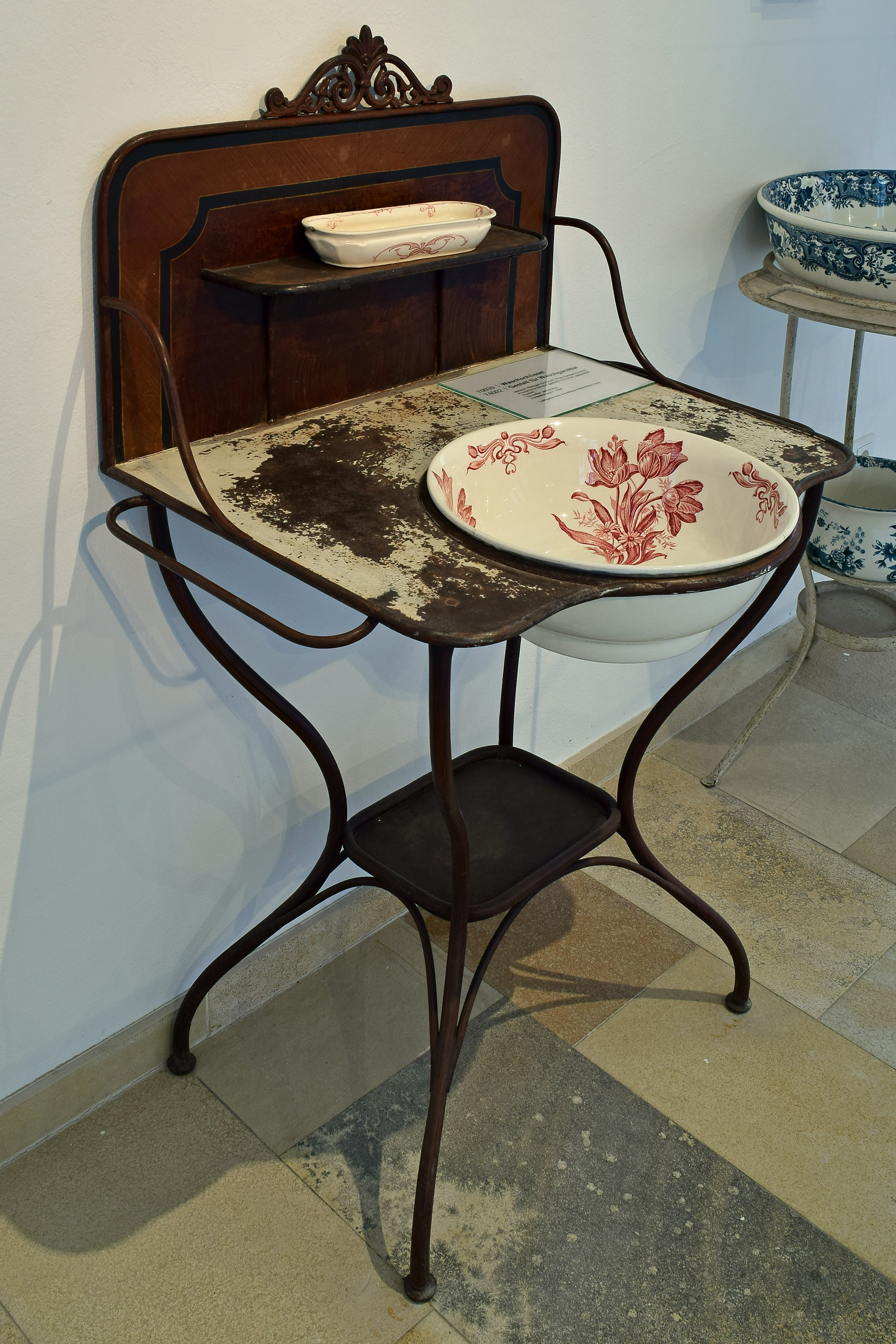
Peu de ribella al museu de Lampisteria a Gmunden (Àustria)

En la seva forma del segle xviii, el ribeller s'anomenava suport de rivella o marc de rivella, i encara es descriu de vegades com «peu de rivella». El seu avantpassat directe, però remot, era el ribeller monàstic, amb ribelles de pedra, plom o marbre alimentades des d'una cisterna (dipòsit). Normalment eren de concepció primitiva i probablement era més freqüent un recipient comú per a tohom que les ribelles separades. Molt ocasionalment eren de bronze adornats amb esmalts i blasonats amb heràldica.
Tenien usos molt similars en castells i palaus, i es van construir ribellers fixes dins del gruix de les parets per a l'ús dels residents més importants. Aquests arranjaments, òbviament, estaven destinats únicament a les ablucions resum que, fins a una data molt tardana, eren suficients fins i tot per als nascuts. 
De mica en mica, el ribeller va fer-se portàtil i es menciona un marc de ribella ja a mitjans del segle xvii. No obstant això, són pràcticament desconeguts exemples de data anterior a la tercera o quarta dècada del segle xviii. Des de llavors, fins al final d'aquest segle, aquest moble solia ser literalment un suport, que es recolzava sobre un trípode; un orifici circular a la part superior rebia la ribella, i n'hi havia d'altres més petits per a una sabonera o una ampolla d'aigua. De vegades tenien un suport per a la gerra, que contenia l'aigua neta per rentar-se, i molt sovint hi havia un calaix, o de vegades fins i tot dos calaixos, a sota de la ribella. 
Un gran nombre d'aquests suports es van adaptar a les cantonades i un ribeller de cantonada encara és un objecte habitual en les botigues de mobles antics. Thomas Chippendale va dissenyar elaborats suports rococó, així com d'altres amb formes més senzilles.
Quan el segle xviii va arribar a la seva fi, el costum d'utilitzar la mateixa habitació com sala d'estar de dia i el dormitori de nit va produir una demanda dels que es van anomenar mobles arlequins, que tenien una doble o triple funcionalitat. Així, es van fabricar una complicada combinació de ribellers i tocadors combinats, equipats amb miralls i, de vegades, amb una zona per escriure i calaixos per a la roba. Thomas Sheraton va desenvolupar un sorprenent enginy a l'hora d'elaborar un tipus de mobiliari que, si podem jutjar pel gran nombre d'exemplars que encara existeixen, hauria d'haver estat molt popular. 

## Seglesxixi principi delxx

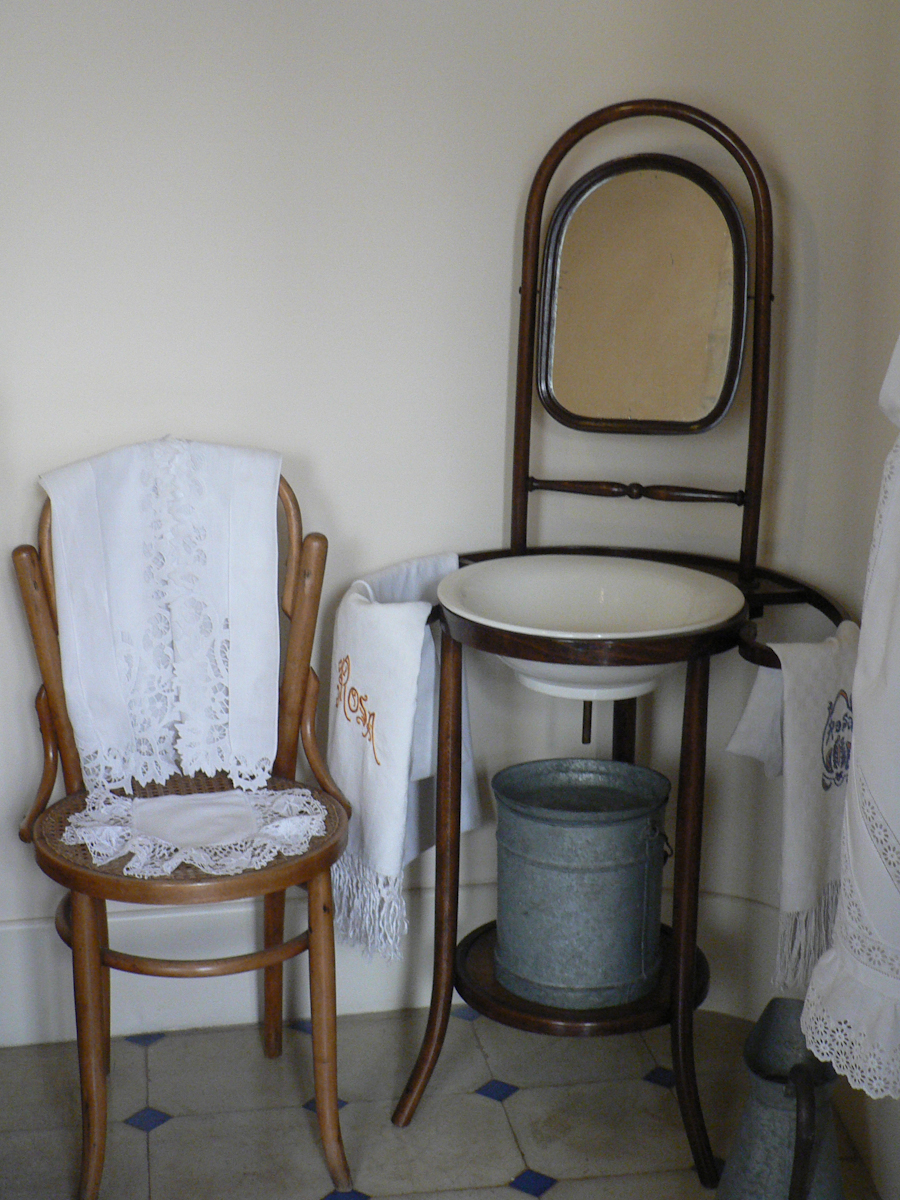
Peu de ribella a un pis de Barcelona

Amb el començament del segle xix i l'expansió dels ideals d'higiene personal, el ribeller va créixer en mida i importància. Va adquirir la forma d'una taula de fusta oblonga proveïda, com els seus predecessors més petits, d'un orifici per a la ribella i equipada amb una mena de prestatgeria sobre la qual es col·locava la gerra d'aigua. Tenien un ampli espai per a saboneres i ampolles d'aigua. Aquestes taules podien ser simples o dobles, per a l'ús d'una o dues persones. Al primer quart del segle xx, la part superior de fusta dels ribellers es va substituir per marbre, sense foradar, i es van @col·locar les ribelles damunt la llosa, que al principi, gairebé sempre eren invariablement blanques, més tard es van fer de marbre vermell o d'altres colors més càlids.

## Peu de ribella
El peu de ribella s'instal·lava normalment als dormitoris i servia per a la neteja personal. Hi ha models en els quals les potes del darrere es prolongaven per a sostenir un mirall. Es complementava amb una gerra de pisa o de metall que contenia l'aigua així com altres estris de neteja com el sabó o les tovalloles. Algunes ribelles tenien un orifici central amb un tap per buidar-les fàcilment dins d'una galleda o gerra. Amb l'arribada de les xarxes d'aigua potable i les canonades d'evacuació, van esdevenir obsolets.
| «                                    | Observant la cara estranyada de na Carme, que el fitorava amb preguntes, comprengué que havia d'esforçar-se per despertar. S'aixecà del llit trontollejant. Anà al peu de ribella. Na Carme tenia encara el pitxer a la mà: «No en queda d'aigua. Ara te'n pujaré». Na Carme baixà l'escala i anà a la cuina a omplir el pitxer. | » |
| — Pere Bonin, Ombres de marjal, 2000 | |   |